# Elis Bishesari
Elis Ștefan Bishesari, född 19 maj 2005, är en svensk fotbollsmålvakt som spelar för IFK Göteborg.

## Klubbkarriär
Bishesaris moderklubb är Hässelby SK och han spelade därefter ungdomsfotboll i både AIK och IF Brommapojkarna. 2023 flyttade Bishesari till IFK Göteborgs ungdomslag.
Den 1 april 2024 gjorde Bishesari allsvensk debut för IFK Göteborg i en 4–1-förlust mot Djurgårdens IF. Följande dag skrev han på ett fyraårigt A-lagskontrakt med klubben.

## Landslagskarriär
I juni 2019 blev Bishesari uttagen i en bruttotrupp för det rumänska P15-landslaget, landet hans mamma är född i. Den 7 augusti 2021 debuterade Bishesari för Sveriges P05-landslag i deras första landskamp mot Danmark (1–0-förlust). Han var en del av Sveriges trupp vid U17-EM 2022 i Israel och spelade totalt 12 matcher för U17-landslaget.
Bishesari har spelat för U19-landslaget mellan åren 2022 och 2024.

## Personligt
Bishesari är född i Sverige (Stockholm) men hans mamma är från Rumänien och hans pappa är från Iran.